# Comtat de Sargans

Blasó del comtat de Sargans fins a 1798

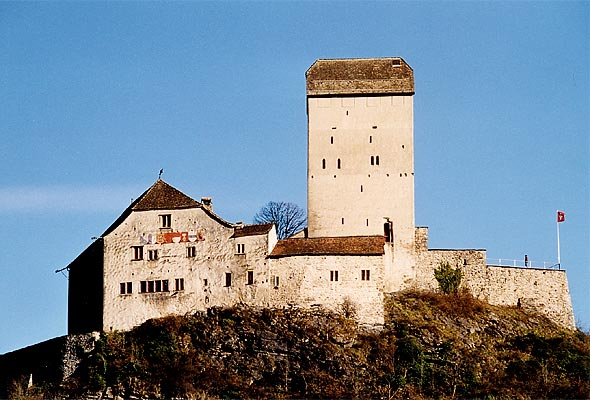
Castell de Sargans

El Comtat de Sargans fou una jurisdicció feudal del Sacre Imperi Romanogermànic que va existir fins a 1798 al cantó de Sankt Gallen a Suïssa oriental. Estava centrar al castell i a la vila de Sargans. Del 1460 al 1798 el comtat de Sargans fou un domini comú de la Confederació Helvètica. El nom emprat fins al 1798 de «Sarganserland», era sinònim de «Comtat de Sargans»; la zona té des del segle XV una forta identitat dins la "Voralpenregion" que es manté avui dia en els nivells polític, econòmic i cultural.

## Geografia
El districte o tribubal del comtat Sargans abastava originalment la senyoria de Sargans pròpia, Walenstadt, Quarten i la senyoria de Nidberg. El 1483 s'hi va afegir la senyoria de Freudenberg, és a dir l'àrea de l'abadia de Pfäfers. La senyoria de Gräpplang a Flums, originalment pertanyent al Bisbat de Chur, fou de 1528 a 1767 propietat de la família Tschudi de Glarus, però depenia per l'alt tribunal alt del batlle del domini federal de Sargans. Així el comtat dins la confederació (a partir de 1460/1483) abraçava els municipis actuals següents:
- Sargans
- Vilters-Wangs
- Bad Ragaz
- Pfäfers
- Mels
- Flums
- Walenstadt
- Wartau
- Quarten (només jurisdicció, pertanyia a la senyoria de Windegg

## Història

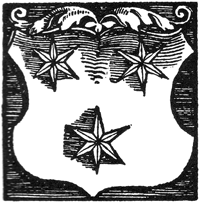
El blasó del comtat de Sargans en la crònica de Johannes Stumpf de 1548

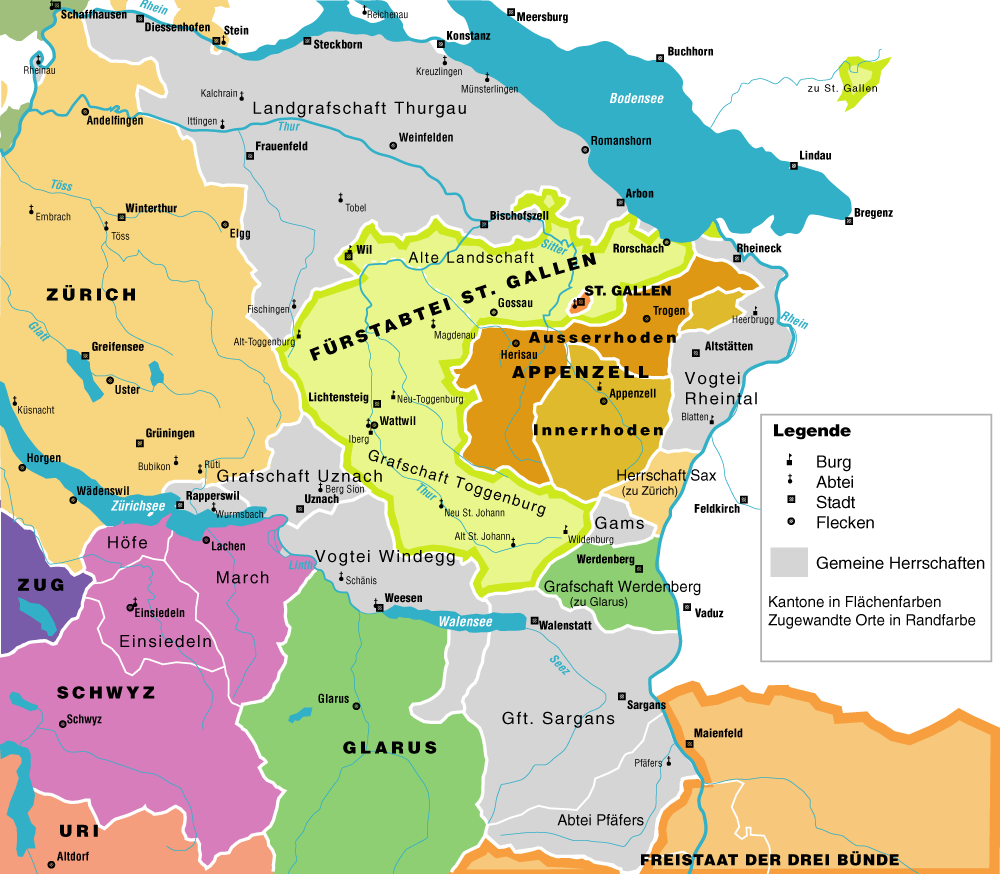
Mapa de Suïssa oriental el 1798

Pels inicis del comtat vegeu Comtat de Werdenberg.
En la divisió de la branca Werdeberg-Sargans de la casa comtal de Werdenberg feta el 3 de maig de 1342, Rodolf IV (mort aproximadament el 1361) rebia el comtat de Sargans, l'advocacia de Pfäfers i la penyora dels Habsburg sobre el comtat de Laax. El 1338 heretava Vaz per la seva dona Ursula al Domleschg superior i mitjà, el comtat de Schams amb Rheinwald, les valls de Safien i Schanfigg així com Obervaz amb Stürvis i Mutten. El seu fill, Joan I va participar en la guerra dels Habsburg contra Glarus i es va arruïnar per les conseqüències financeres de la guerra per la conquesta dels territoris de les línies dels seus parents de Werdenberg-Heiligenberg-Rheineck el 1395 de manera que el 1396 va haver d'empenyorar 1396 Sargans als Habsburg els quals en van cedir el domini als comtes de Toggenburg (Frederic VII, 1400-1436). Després de la mort de Frederic, que fou l'últim comte de Toggenburg, el 1436, els comtes van perdre la penyora de Werdenberg-Sargans que junt amb Walenstadt, Nidberg i Quarten havia de retornar als Habsburg, però Enric II (fill de Joan I) va poder recuperar la penyora de Sargans pagant el deute. No obstant els habitants del comtat de Sargans van refusar reconèixer al comte i van fer un tractat de protecció amb la ciutat de Zurich. En la Guerra Vella de Zurich (1440-1446, entre Zurich i els cantons de Glarus i Schwyz) el comte va donar suport a Glarus i Schwyz que van conquerir el comtat de Sargans i van forçar a la població a jurar lleialtat al comte. El 1458 el comte va renovar l'aliança amb Glarus i Schwyz però els confederats van retenir Walenstadt, Nidberg i Quarten que havien conquerit als Habsburg.
El comte Jordi va heretar el 1459 àmplies possessions senyorials de la seva dona, Anna de Rhäzüns: la senyoria de Rhäzüns al territori de la LLiga Gris que no obstant va haver de compartir amb la dinastia dels Hohenzollern en la disputa successòria pel domini de Rhäzüns que va esclatar al cap de poc. Com que no tenia fills va vendre totes les seves possessions entre 1463 i 1483, i finalment el 1483 el comtat de Sargans que va vendre als confederats passant a ser un territori comú de set cantons de la confederació (tots menys Berna); la compra va posar fi a l'expansió dels confederats cap a l'est. Quarten va passar a ser part de l'advocacia de Windegg, però va restar subordinada al Blutgerichtsbarkeit (batllia federal) de Sargans. Jordi va morir al servei de l'imperi el 1504 sent el darrer de la seva línia.
L'administració comuna dels confederats no va presentar problemes; s'alternava cada dos anys entre els cantons Zurich, Lucerna, Uri, Schwyz, Unterwalden, Zug i Glarus. Des de 1712, al final de la segona guerra de Villmergen, Berna va entrar al condomini aportant la senyoria de Freudenberg (abadia imperial de Pfäfers) i Walenstadt, i va passar a tenir el mateix dret d'administració. Una excepció era la senyoria de Wartau que estava dins la comuna de Wartau però la formava només el castell i el llogaret de Gretschins, i que tot i estar dins del Wartau pertanyia a la jurisdicció administrativa del comtat de Werdenberg; el 1517, quan el comtat de Werdenberg va passar a Glarus, es donava la situació que durant l'administració de sis dels set cantons, hi havia una senyoria d'un altra cantó dins el territori comú; els governador de Werdenberg i Sargans van tenir alguns conflictes el 1694–95 pel comerç al Wartau, i el plet fou portat al consell confederal.
El 3 de març de 1798 l'antic comtat es va erigir en cantó independent de Sargans; va celebrar la primera reunió el 22 de març de 1798 i Franz Joseph Bernold fou designat president del govern provisional. El 4 de juny de 1798 va haver d'acceptar la constitució de la república Helvètica i llavors Sargans fou incorporat al cantó de Linth dins la república Helvètica el 1799. Quan la confederació es va restablir el 1803 va quedar integrat al cantó de Sank Gallen.